# 부딘투코투코
부딘투코투코(Ctenomys budini)는 투코투코과에 속하는 설치류의 일종이다. 아르헨티나 북서부 후후이주 남동부 지역의 토착종이다. 제한된 범위 안에서 거주하는 광범위한 사람들때문에 위협을 받는 것으로 추정된다. 붉은투코투코(C. frater)의 아종으로 보는 시각도 있다. 학명과 일반명은 토머스(Oldfield Thomas)와 함께 일했던 아르헨티나 표본 수집가 부딘(Emilio Budin)의 이름을 따서 지었다.